# Parakiefferiella gracillima
Parakiefferiella gracillima är en tvåvingeart som först beskrevs av Jean-Jacques Kieffer 1924.  Parakiefferiella gracillima ingår i släktet Parakiefferiella och familjen fjädermyggor. Arten har ej påträffats i Sverige. Inga underarter finns listade i Catalogue of Life.